# همدردی (فیلم ۲۰۲۲)
همدردی (انگلیسی: Ditto; کره‌ای: 동감) یک فیلم محصول سال ۲۰۲۲ کره جنوبی به نویسندگی و کارگردانی سو اون یونگ و با بازی یو جین گو، چو یی هیون، کیم هه یون و نا این وو است. این فیلم در ۱۶ نوامبر ۲۰۲۲ منتشر شد.

## بازیگران

### سال ۱۹۹۹
- یو جین گو در نقش کیم یونگ[۴]
- کیم هه یون در نقش سو هان سول، عشق اول یونگ[۴]
- به این هیوک در نقش کیم‌اون سونگ، دوست یونگ[۴]
- نام مین وو در نقش پارک نام هه، بهترین دوست یونگ[۵]
- رو جه وون در نقش جو گون ته، دوست یونگ[۶]
- شین جو هیوپ در نقش پارک مان سو، همکلاسی یونگ در کالج[۷]

### سال ۲۰۲۲
- چو یی هیون در نقش کیم مو نی[۴]
- نا این وو در نقش اوه یونگ جی، دوست مو نی[۴]
- لیم یو بین در نقش لی سون جو، بهترین دوست مو نی[۸]
- کیم بو یون در نقش یو روم، دوست مو نی[۹]

### حضور ویژه
- پارک ها سون در نقش استاد جامعه‌شناسی در دانشگاه[۱۰]